# Баранов, Василий Стефанович
Василий Стефанович Баранов — советский хозяйственный и государственный деятель, лауреат Государственной премии СССР за выдающиеся достижения в труде.

## Биография
Родился в 1943 году в селе Вязноватовка. Член КПСС.
В 1963—2003 годах — тракторист 2-го отделения, бригадир комплексной полеводческой бригады колхоза «Амурский партизан», руководитель крестьянско-фермерского хозяйства Тамбовского района Амурской области.
За получение высоких и устойчивых урожаев зерновых культур на основе эффективного использования достижений науки, передовой практики и новых форм организации труда был в составе коллектива удостоен Государственной премии СССР за выдающиеся достижения в труде 1981 года.
Жил в Амурской области.

## Награды
- Орден Ленина (1989)
- Орден Трудового Красного Знамени